# شهرستان بوبف دل
شهرستان بوبف دل (به بلغاری: Bobov Dol Municipality) یک شهرستان در بلغارستان است که در استان کیوستندیل واقع شده‌است. شهرستان بوبف دل ۲۰۶٫۱۹ کیلومتر مربع مساحت و ۹٬۰۶۷ نفر جمعیت دارد.